# Oleksandr Andrijewskyj
Oleksandr Petrowytsch Andrijewskyj (ukrainisch Олександр Петрович Андрієвський, * 25. Juni 1994 in Kiew) ist ein ukrainischer Fußballspieler. Seit 2015 steht er bei Dynamo Kiew unter Vertrag.

## Karriere
Andrijewskyj begann seine Karriere bei Metalist Charkiw, wo er im Mai 2012 in der Premjer-Liha debütierte. Im Sommer 2014 wurde er an den Zweitligisten Hirnyk-Sport Komsomolsk verliehen. Nach seiner Rückkehr wurde sein Vertrag im Februar 2015 aufgelöst. Im März 2015 wechselte er zum Topklub Dynamo Kiew.
Im Sommer 2016 wurde er an den Ligakonkurrenten Tschornomorez Odessa verliehen. Im August 2017 wurde er an Sorja Luhansk weiterverliehen.